# École supérieure polytechnique de Nouakchott
 (août 2014).
Si vous disposez d'ouvrages ou d'articles de référence ou si vous connaissez des sites web de qualité traitant du thème abordé ici, merci de compléter l'article en donnant les références utiles à sa vérifiabilité et en les liant à la section « Notes et références ».
L’École Supérieure Polytechnique (ESP) de Nouakchott est une école d'ingénieurs, créée par l’arrêté conjoint n° 1657, du Ministre de la Défense Nationale et du Ministre chargé de l’Enseignement  Supérieur et la Recherche Scientifique, le 1er août 2011.L'École assure depuis sa création la formation d'ingénieurs, recrutés chaque année par un concours d'admission conditionné par l’obtention du Bac, mais aussi par le biais d'admissions parallèles pour les universitaires.

## Missions
Placée sous la tutelle du Ministère de la Défense Nationale/État-Major Général des Armées, l’ESP a pour mission de former des cadres militaires et civils de haut niveau au profit de la nation. Elle dispense, des enseignements supérieurs pour la formation d’ingénieurs d’état et de chercheurs.

## Inscription
L’inscription est ouverte aux candidats et candidates, nationaux titulaire d’un baccalauréat série mathématique ou technique, âgés au plus de 21 ans au 31 décembre de l’année en cours.
L’admission définitive n’est prononcée qu’après satisfaction aux tests médicaux, physiques et de moralité.

## Formation
L’École Supérieure Polytechnique accueille  annuellement une promotion d’élèves ingénieurs pour le Cycle préparatoire, les élèves ingénieurs sont soumis au règlement militaire et bénéficient  d’une formation militaire réduite.
À la fin du cycle préparatoire  les étudiants seront orientés dans  l’une des Spécialités suivantes :
- Génie Informatique, réseau et Télécom.

- Génie Électrique.

- Génie Mécanique.

- Génie civil

- Mine pétrole et gaz

- Statistique et ingénierie de données

- Génie industriel

Les meilleurs ingénieurs d’état pourront ensuite, aux besoins, faire un cycle de doctorat.

## Campus
L’ESP assure une prise en charge totale de ses étudiants, notamment en ce qui concerne :
Le logement, la restauration, la santé, l’habillement et une bourse mensuelle qui varie d’un cycle à un autre.

## Relations
L'ESP réalise au profit des Forces Armées et de Sécurité et des différents opérateurs économiques nationaux toute recherche ou étude scientifique en rapport avec son domaine d’activité.
Les futures diplômes sont en adéquation avec les normes internationales et sont signés conjointement par le Ministre de la Défense Nationale et le Ministre chargé de l’Enseignement supérieur et la Recherche Scientifique.